# Meteorus arizonensis
Meteorus arizonensis är en stekelart som beskrevs av Muesebeck 1923. Meteorus arizonensis ingår i släktet Meteorus och familjen bracksteklar. Inga underarter finns listade i Catalogue of Life.